# Walter Benn Michaels
Walter Benn Michaels (* 1948) ist ein US-amerikanischer Literaturtheoretiker.
Er wurde durch die Bücher Our America: Nativism, Modernism and Pluralism (1995) und The Shape of the Signifier: 1967 to the End of History (2004) bekannt. Aus Michaels Arbeiten sind Argumente und Fragen zu einer Anzahl von Themen hervorgegangen, die für die Literaturwissenschaft von zentraler Bedeutung sind: Probleme der Kultur und Rasse, persönliche und nationale Identität, der Unterschied zwischen Erinnerung und Geschichte, Uneinigkeit und Unterschiedlichkeit und Bedeutung und Absicht in Interpretationen.

## Leben
Michaels hat an der University of California, Santa Barbara 1970 seinen Bachelor of Arts erworben und dort 1975 promoviert. Danach unterrichtete er von 1974 bis 1977 und erneut von 1987 bis 2001 an der Johns Hopkins University und von 1977 bis 1987 an der University of California, Berkeley. Seit 2001 lehrt er an der University von Illinois in Chicago.
Er wurde bekannt durch seine Studie zum amerikanischen Naturalismus The Gold Standard and the Logic of Naturalism; American Literature at the Turn of the Century, die 1987 erschienen ist.
Michaels wird auch für seine Lehrtätigkeit geschätzt. Sein zusammen mit Steven Knapp verfasster Artikel „Against Theory“ wurde in die Norton Anthology of Literary Criticism aufgenommen.
Zurzeit ist er an der Universität von Illinois Professor am Department of English, dem er von 2001 bis 2007 als Leiter vorstand.

## Werk
In Our Americas behauptet Michaels, dass der amerikanische nativistische Modernismus der 1920er Jahre eine Phase der „Forschung und Entwicklung“ eines Identitätsdenkens war, das die amerikanische Ideenwelt im zwanzigsten Jahrhundert prägen sollte. Mit dieser These verbunden ist Michaels Behauptung, dass der nativistische Modernismus die Strategie etabliert hat, die Frage nach der Kultur, die man selbst annehmen sollte zu beantworten, indem man zunächst die eigene Rasse bestimmt. Er erklärt, „die Idee der kulturellen Identität ist – obwohl sie in den letzten Jahren gewöhnlich als eine Alternative zu einer rassischen Identität dargestellt wurde – tatsächlich nicht nur in historischer, sondern auch logischer Hinsicht eine Erweiterung der rassischen Identität“. Im Zentrum des Buches steht, dass Michaels bestreitet, dass der Begriff der kulturellen Identität, und der Identität überhaupt, zu einer Beschreibung der Praktiken und Werte einer Gruppe geworden sei, sondern vielmehr zum Objekt eines essentialistischen Strebens, das zu werden, was man bereits ist.
Im folgenden Jahrzehnt setzte sich Michaels’ Kritik der Identität fort, insbesondere in seinem nächsten Buch The shape of the Signifier. Das Vorgehen in diesem wie schon dem vorhergegangenen Werk ist, die gemeinsame Logik von Positionen zu enthüllen, die als politisch entgegengesetzt angesehen werden.
Was bedeute es, fragt sich das Buch, dass ein liberaler Denker wie Arthur M. Schlesinger und eine multikulturalistische Autorin wie Toni Morrison beide ein Interesse daran haben, Geschichte – also etwas zu erlernendes – umzuschreiben als eine Art von Erinnerung – also etwas zu erfahrendes? Was bedeute es drüberhinaus für Paul de Man und andere Poststrukturalisten, sich auf die „Materialität des Signifikanten“ zu konzentrieren – also darauf, wie Worte aussehen oder sich anfühlen, auf Kosten ihrer Bedeutung – ein Interesse, das sie zu teilen scheinen mit zeitgenössischen Literaten wie Kathy Acker und Bret Easton Ellis und mit zeitgenössischen Science-Fiction-Autoren wie Kim Stanley Robinson? Michaels Buch legt nahe, das Gemeinsame dieser Strategien sei die Entwicklung hin zu einer Vorrangstellung der Subjektposition, eine Vorrangstellung, von der aus die Frage wer jemand ist – also die eigene Identität – wichtiger erscheint als die Frage was jemand meint.
Der War on Terror habe diese Entwicklung nur vervollkommnet, als er, wie Francis Fukuyama und Samuel P. Huntington zu sagen schienen, jede Frage der ideologischen Uneinigkeit bezüglich Kapitalismus und gesellschaftlicher Organisation als unwichtig erscheinen ließ. Denn im War on Terror sei man mit den Worten des Präsidenten George W. Bush entweder für Amerika oder dagegen, und damit auf Seiten der „Bösewichte“.
Die Bewegung von Michaels Logik schreitet voran, indem sie Homologien und Simultanitäten dort liest, wo sonst bedeutende Differenzen gesehen werden. So wie einige andere bekannte politische Theoretiker (etwa Nancy Fraser), meint auch Michaels, dass die Rede von Identität einen Streit über ökonomische Ungleichheit ersetzt habe – es gebe jetzt eine Politik der Anerkennung, aber keine Politik der Umverteilung. Dies Argument legt Michaels dar in seinem 2006 erschienenen Buch The Trouble with Diversity: How We Learned to Love Identity and Ignore Inequality, wo er unterstreicht, dass Amerika zu beschäftigt mit Themen der Rasse sei, auf Kosten der Themen, bei denen Klasse eine Rolle spiele.

## Werke (Auswahl, englisch)

### Essays
- Against Theory. Critical Inquiry 8.4 (Summer 1982): 723-42.
- The Death of a Beautiful Woman: Christopher Nolan's Idea of Form. ebr: the electronic book review (1. Oktober 2007).
- Going Boom (Februar/März 2009).

### Bücher
- mit Adolph Reed, Jr.: No Politics but Class Politics, edited and with a foreword by Anton Jäger & Daniel Zamora, Columbia University Press, 2023, ISBN 978-1-912475-57-5.
- The Trouble with Diversity: How We Learned to Love Identity and Ignore Inequality. Metropolitan, New York 2006.
  - Dt. Ausgabe: Der Trubel um Diversität – Wie wir lernten, Identitäten zu lieben und Ungleichheit zu ignorieren. Edition Tiamat, Berlin 2021, ISBN 978-3-89320-279-9.
- The Shape of the Signifier: 1967 to the End of History. Princeton University Press, Princeton 2004.
- Our America: Nativism, Modernism and Pluralism. Duke University Press, Durham 1995.
- The Gold Standard and the Logic of Naturalism. University of California Press, Berkeley 1987.